# Rahima
Rahima (arab. رحيمة) – miasto we wschodniej Arabii Saudyjskiej, w Prowincji Wschodniej. Według spisu ludności na rok 2010 liczyło 54 166 mieszkańców.